# اوسونی بودا
اوسونی بودا (انگلیسی: Ousseni Bouda؛ زادهٔ ۲۸ آوریل ۲۰۰۰) بازیکن فوتبال اهل بورکینافاسو است.
وی همچنین در تیم ملی فوتبال بورکینافاسو بازی کرده است.